# Eluphendwini
Eluphendwini, ehemals Braunschweig, ist ein Ort in der südafrikanischen Provinz Ostkap (Eastern Cape). Er liegt in der Gemeinde Amahlathi im Distrikt Amathole, nördlich von King William’s Town.

## Geographie
2011 hatte Eluphendwini 846 Einwohner. Der Ort liegt am Buffalo River. Die R346 führt östlich am Ort vorbei und verbindet ihn mit dem etwa 15 Kilometer gelegenen King William’s Town und dem rund 27 Kilometer südlich gelegenen Stutterheim. Eluphendwini liegt auf einer Höhe von 466 Metern über dem Meeresspiegel.

## Geschichte
1857 siedelte der britische Gouverneur der Kapkolonie rund 2.400 deutsche Legionäre des Krimkrieges und eine unbekannte Anzahl weiterer deutscher Familien in der Gegend von East London an. Die deutschen Auswanderer gaben ihren Siedlungen deutsche Namen: Neben Braunschweig gründeten sie Orte mit Städtenamen wie Berlin, Hamburg und Potsdam. In Braunschweig wurde eine lutherische Kirche errichtet, die 1904 durch einen Neubau ersetzt wurde.
1981 wurden die Gebäude der Kirchengemeinde als Nationaldenkmal ausgewiesen, darunter die Kirche von 1904, das Pastorat und die Schule von 1860 sowie eine Erweiterung von 1904. 1985 wurde die Kirche geschlossen, nachdem die Apartheidregierung einen Teil des umliegenden Landes an die Regierung des Homelands Ciskei verkauft hatte.

## Umgebung
Nordwestlich von Eluphendwini liegen einige der letzten naturnahen Wälder des Ostkaps, der Pirie Forest, der Isidenge State Forest und der Kubusi State Forest.